# فينوس ولندورف
فينوس ولندورف (بالإنجليزية: Venus of Willendorf)‏ هو تمثال لامرأة بدينة يبلغ طوله 11 سنتيمتر، صنع ما بين سنة 28,000 و25,000 قبل الميلاد. ألف قبل الميلاد. التمثال، الذي يمثل أحد آلهة الخصوبة، عثر عليه عالم آثار في موقع يعود لزمن العصر الحجري بالقرب من قرية ولندورف في النمسا عام 1908.

## مادة التمثال
الحجر الجيري المصنوع منه التمثال عبارة عن حجر «أوليث». وهو يتكون من حبيبات صغيرة صغيرة تسمى «أوييد» تبغ مقاييس حباته بين 0 و3 - 1 مليمتر، منضغطة ومكبوسة. تقوم طبقة لاصقة من أسمنت كالسيت بلصق الحبيبا مع بعضها البعض. هذا الحجر الجيري للتمثال بماثل الحجر الجيري الأوليتي المستخرج من محجر «سترانسكا سكالا» بالقرب من مدينتي برون وميهرين. ونظرا لتماثل مادة التمثال مع ما يوجد في محجر ميهرين فيعتبر مصدر حجر التمثال موثقا ومن تلك المنطقة، ولكن مكان تصنيع التمثال فلا يزال غامضا.

## وصلات خارجية
- الذكر والأنثى، الطبيعة والتاريخ

## اقرأ أيضا
- العصر الحجري القديم